# Samuel Adrianus Naber

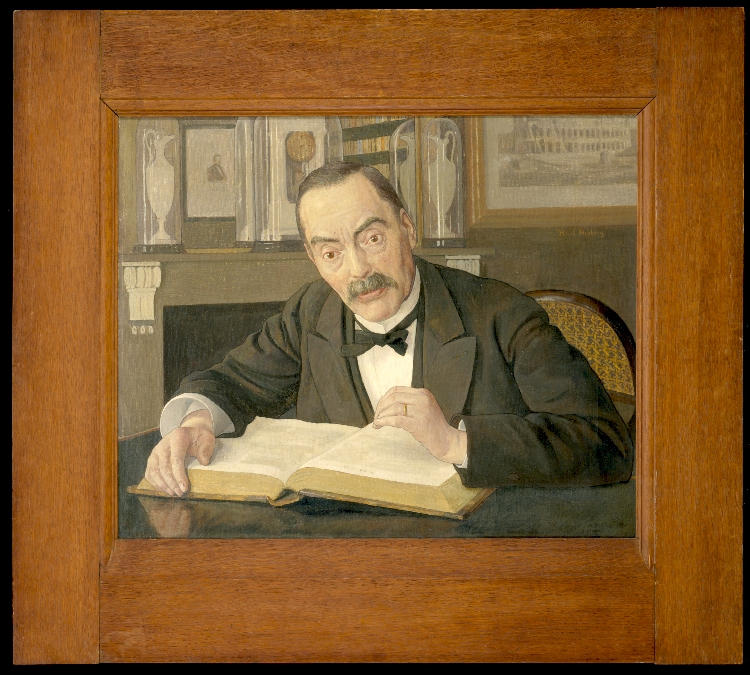
Samuel Adrianus Naber (1828-1913): portret door Ferdinand Hart Nibbrig, 1895-1896.

Samuel Adrianus Naber (Den Haag, 16 juli 1828 – Amsterdam, 30 mei 1913) was een classicus en in de jaren 1871-1898 hoogleraar Grieks en Latijn aan het Athenaeum Illustre in Amsterdam en aan de Universiteit van Amsterdam.

## Jonge jaren
Hij was de zoon van Johan Willem Anton Naber, chef afd. Geneeskundige dienst van het ministerie van Oorlog, en Catharina Elisabeth Meerburg. Hij ging in Den Haag naar de Franse school en het gymnasium en schreef zich in 1845 in Leiden in als student letteren. Daar stond hij onder grote invloed van hoogleraar Grieks Carel Gabriel Cobet en hoogleraar Latijn Petrus Hofman Peerlkamp. In 1850 promoveerde hij op de dissertatie De fide Andocidis orationis de mysteriis, waarin hij op tekstkritische gronden een redevoering van Andocides als niet-authentiek bestempelde. In 1851 was hij samen met Eugen Mehler en Ernst Julius Kiehl oprichter van het nog altijd bestaande Mnemosyne, een tijdschrift dat was gewijd aan klassieke literatuur en waarvan het eerste deel in 1852 uitkwam.
Hij trouwde op 4 juli 1855 met Anna Elizabeth L'Honoré. Ze kregen drie zoons en drie dochters, onder wie Jean Charles Naber (1858-1950), hoogleraar Romeins recht, en Johanna Naber (1859-1941), feministe en geschiedschrijfster, en Samuel Pierre l'Honoré Naber (1865-1936), marine-officier en maritiem historicus.

## Carrière
Naber was na zijn studie lange tijd verbonden aan middelbare scholen. Hij was eerst leraar in Rijswijk, en vanaf 1851 conrector in Haarlem, waar hij in 1858 rector werd. Na een betrekking in Batavia (1860-1861), waar hij hielp het gymnasium Willem III vorm te geven, werd hij in 1862 rector in Zwolle. In 1871 werd hij hoogleraar in Amsterdam aan het Athenaeum Illustre met de leraaropdracht Grieks en Latijn en Griekse en Romeinse oudheden, maar hij zou zich vooral op het Grieks richten. Op 7 januari 1871 hield hij zijn inaugurele rede Oratio de studiis propaedeuticis. Hij werd uitvoerig geëerd ter gelegenheid van zijn vijfentwintigjarige hoogleraarschap. Twee jaar later, in juni 1898, ging hij met emeritaat. Hij bleef actief en werd op zijn tachtigste verjaardag nog geëerd door zijn collega’s met de feestbundel Sertum Nabericum (Leiden 1908).

## Werk
Het wetenschappelijke werk van Naber staat vooral in het teken van de tekstkritiek. Hierin volgde hij de ‘school’ van Cobet, waarbij men ervan uitging dat de klassieke teksten in de vorm waarin ze zijn overgeleverd corrupt zijn. De klassiek filoloog heeft volgens deze opvatting de taak op grond van zijn kennis van de taal en zijn gezonde verstand de tekst te emenderen. Nog tijdens zijn rectoraat in Zwolle publiceerde Naber edities van het lexicon van Photios I van Constantinopel  (2 delen, Leiden 1864-65) en van de brieven van Fronto (Leipzig: Teubner 1867). Tien jaar later volgde een boek met tekstkritische studies over Homerus: Quaestiones Homericae (Amsterdam 1877). Met Allard Pierson publiceerde hij Verisimilia: Laceram Conditionem Novi Testamenti (Amsterdam 1886), waarin ze stellen dat de tekst in de brieven van Paulus op veel plaatsen verminkt is en ze voorstellen doen voor wat er waarschijnlijk moet hebben gestaan. Ten slotte bezorgde Naber een zesdelige uitgave van het volledig werk van Flavius Josephus (Leipzig: Teubner, 1888-1896).
Ook in zijn colleges was Naber sterk op de tekstkritiek gericht. Berucht is het verwijt van een aantal Tachtigers die student bij hem waren dat hij totaal geen oog had voor de schoonheid van de klassieke literatuur, zoals te lezen is in Tim’s Herinneringen, de autobiografie van Aegidius Timmerman.
Naast zijn wetenschappelijke werk schreef Naber ook een groot aantal artikelen over andere onderwerpen, met name in De Gids. Een van de onderwerpen waarover hij vaak schreef was pedagogiek. Ook schreef hij het biografische boek Vier tijdgenooten. Cd. Busken Huet – E.J. Kiehl – J.T. Buys – G.G. Cobet (Haarlem 1894).